# Gene Evans
Gene Evans, all'anagrafe Eugene Barton Evans (Holbrook, 11 luglio 1922 – Jackson, 1º aprile 1998), è stato un attore statunitense.

## Biografia
Nativo dell'Arizona, Gene Evans crebbe a Colton (California). Durante la seconda guerra mondiale prestò servizio nei G.I., guadagnandosi decorazioni quali la Purple Heart e la Bronze Star Medal per comportamento meritorio in battaglia. Mentre si trovava in Europa iniziò a recitare con un gruppo teatrale di intrattenimento per le truppe al fronte e, al termine del conflitto, raggiunse Hollywood e fece il suo debutto sul grande schermo in Under Colorado Skies (1947). Fu l'inizio di una lunga e prolifica carriera di caratterista, durante la quale Evans, con il suo fisico corpulento, i lineamenti marcati dai capelli e barba rossicci, la voce aspra, si specializzò in personaggi di rude cowboy, sceriffo e soprattutto in ruoli di soldato, a lui particolarmente congeniali. Proprio l'esperienza come ingegnere durante la guerra, unitamente alla versatilità di interprete, convinse il giovane regista Samuel Fuller ad affidare a Evans il ruolo del sergente Zack nel film Corea in fiamme (1951), primo film hollywoodiano dedicato al conflitto in Corea. La pellicola, girata in soli dieci giorni e con un budget ridottissimo, ottenne un grande successo di cassetta ed Evans fu molto efficace nei panni del veterano dei campi di battaglia che viene adottato da un orfano coreano e accetta di unirsi a una pattuglia dispersa che giunge fino a un tempio buddhista trasformato in osservatorio di artiglieria. L'attore riuscì a rendere credibile la progressiva perdita di lucidità del sergente Zack, inizialmente determinato, diffidente, in perenne conflitto con l'indeciso comandante della pattuglia (Steve Brodie), ma sempre più stanco, disincantato e chiuso a ogni tipo di rapporto umano, fino al culmine della storia, in cui il tempio buddhista viene attaccato e Zack è uno dei pochi a riuscire a sopravvivere, pur rimanendo psicologicamente distrutto dall'esperienza.
La collaborazione con Samuel Fuller proseguì con I figli della gloria (1951), nuovamente ambientato sul fronte coreano, film nel quale Evans ripropose il personaggio del soldato di consumata esperienza, il sergente Rock, che viene ucciso da un cecchino nella grotta di ghiaccio in cui la sua pattuglia (capitanata dal caporale Richard Basehart), si è rifugiata. Fuller diresse Evans anche l'anno successivo, affidandogli il ruolo di protagonista in Park Row (1952), un omaggio agli albori del giornalismo, nel quale l'attore interpretò il ruolo del redattore Phineas Mitchell. Evans diede prova di talento anche in altri generi cinematografici, come nell'avventuroso La spada di Damasco (1953), nel fantascientifico Il cervello di Donovan (1953), nel poliziesco La lunga notte (1954), nei western I rinnegati del Wyoming (1954) e La regina del Far West (1954), quest'ultimo accanto a Barbara Stanwyck e Ronald Reagan, e anche nel film di spionaggio Operazione mistero (1954), nuovamente per la regia di Fuller, del quale Evans era ormai uno degli interpreti prediletti.
Dalla metà degli anni cinquanta, l'attore iniziò a lavorare per il piccolo schermo, interpretando il ruolo di Rob McLaughlin nella serie televisiva Frida (1955-1956), incentrata sulle vicende di una famiglia del Wyoming e tratta da un racconto western dal medesimo titolo. Continuò ad apparire sugli schermi cinematografici in film come Quando l'amore è romanzo (1957), melodramma con Paul Newman e Ann Blyth, il comico Il marmittone (1957), interpretato da Jerry Lewis, i polizieschi Cittadino dannato (1958) e Inferno nel penitenziario (1958), e il western Testamento di sangue (1958), in cui impersonò lo sceriffo Abner Crowley. Fu a suo agio anche nella commedia, interpretando il ruolo di Molumphry, uno dei membri dell'equipaggio del sommergibile Sea Tiger in Operazione sottoveste (1959), diretto da Blake Edwards e interpretato da Cary Grant e Tony Curtis.
Dall'inizio degli anni sessanta Evans lavorò prevalentemente per la televisione, comparendo in diverse serie come Alfred Hitchcock presenta (1962), L'ora di Hitchcock (1962), Carovane verso il West (1958-1964), Gli uomini della prateria (1959-1965), Perry Mason (1966), Il virginiano (1962-1970), Bonanza (1960-1970) e Gunsmoke (1963-1974). Sul grande schermo apparve nel thriller Il corridoio della paura (1963), in cui venne ancora una volta diretto da Samuel Fuller, e nei western Uomini e cobra (1970) di Joseph L. Mankiewicz, La ballata di Cable Hogue (1970) e Pat Garrett & Billy the Kid (1973), entrambi di Sam Peckinpah. Negli anni settanta l'attore apparve in numerose serie televisive come I piloti di Spencer (1976), L'incredibile Hulk (1978), Dallas (1979), di cui girò un episodio nei panni di Garrison Southworth, Fantasilandia (1979), Charlie's Angels (1979), proseguendo negli anni ottanta con Cuore e batticuore (1981), A-Team (1985) e La signora in giallo (1984-1986).
Alla fine del decennio, nel 1989, Evans si concesse un'esperienza teatrale interpretando il ruolo di Papa nella pièce Papa is All diretta dallo scrittore Tommy F. Scott e messa in scena nella città di Jackson (Tennessee). Fu la sua ultima apparizione sulle scene prima del ritiro in una fattoria del Tennessee, dove morì il 1º aprile 1998, all'età di 75 anni.

## Filmografia

### Cinema
- Under Colorado Skies, regia di R.G. Springsteen (1947)
- Il treno ferma a Berlino (Berlin Express), regia di Jacques Tourneur (1948) (non accreditato)
- Assigned to Danger, regia di Budd Boetticher (1948)
- Ladri in guanti gialli (Larceny), regia di George Sherman (1948) (non accreditato)
- L'adorabile intrusa (Mother Is a Freshman), regia di Lloyd Bacon (1949) (non accreditato)
- Quando torna primavera (It Happens Every Spring), regia di Lloyd Bacon (1949) (non accreditato)
- Doppio gioco (Criss Cross), regia di Robert Siodmak (1949) (non accreditato)
- Giungla d'asfalto (The Asphalt Jungle), regia di John Huston (1950) (non accreditato)
- Sterminate la gang! (Armored Car Robbery), regia di Richard Fleischer (1950)
- Che vita con un cowboy! (Never a Dull Moment), regia di George Marshall (1950) (non accreditato)
- L'assalto al treno postale (Wyoming Mail), regia di Reginald Le Borg (1950)
- Il colonnello Hollister (Dallas), regia di Stuart Heisler (1950) (non accreditato)
- Corea in fiamme (The Steel Helmet), regia di John Farrow (1951)
- La setta dei tre K (Storm Warning), regia di Stuart Heisler (1951) (non accreditato)
- Sugarfoot, regia di Edwin L. Marin (1951)
- Ero una spia americana (I Was an American Spy), regia di Lesley Selander (1951)
- L'asso nella manica (Ace in the Hole), regia di Billy Wilder (1951)
- Stringimi forte fra le tue braccia (Force of Arms), regia di Michael Curtiz (1951)
- I figli della gloria (Fixed Bayonets!), regia di Samuel Fuller (1951)
- Gli ammutinati dell'Atlantico (Mutiny), regia di Edward Dmytryk (1952)
- Park Row, regia di Samuel Fuller (1952)
- Aquile tonanti (Thunderbirds), regia di John H. Auer (1952)
- La spada di Damasco (The Golden Blade), regia di Nathan Juran (1953)
- Il cervello di Donovan (Donovan's Brain), regia di Felix E. Feist (1953)
- Operazione mistero (Hell and High Water), regia di Samuel Fuller (1954)
- I rinnegati del Wyoming (Wyoming Renegades), regia di Fred F. Sears (1954)
- La lunga notte (The Long Wait), regia di Victor Saville (1954)
- La regina del Far West (Cattle Queen of Montana), regia di Allan Dwan (1954)
- I sanguinari (Crashout), regia di Lewis R. Foster (1955)
- Il pilota razzo e la bella siberiana (Jet Pilot), regia di Josef Von Sternberg (1957) (non accreditato)
- Quando l'amore è romanzo (The Helen Morgan Story), regia di Michael Curtiz (1957)
- Il marmittone (The Sad Sack), regia di George Marshall (1957)
- Cittadino dannato (Damn Citizen), regia di Robert Gordon (1958)
- Young and Wild, regia di William Witney (1958)
- Bravados (The Bravados), regia di Henry King (1958)
- Testamento di sangue (Money, Women and Guns), regia di Richard Bartlett (1958)
- Inferno nel penitenziario (Revolt in the Big House), regia di R.G. Springsteen (1958)
- Il drago degli abissi (Benemoth the Sea Monster), regia di Douglas Hickox e Eugène Lourié (1959)
- Il boia (The Hangman), regia di Michael Curtiz (1959)
- Operazione sottoveste (Operation Petticoat), regia di Blake Edwards (1959)
- L'oro dei sette santi (Gold of the Seven Saints), regia di Gordon Douglas (1961)
- Il corridoio della paura (Shock Corridor), regia di Samuel Fuller (1963)
- La vendetta degli Apache (Apache Uprising), regia di R.G. Springsteen (1966)
- Nevada Smith, regia di Henry Hathaway (1966)
- Waco una pistola infallibile (Waco), regia di R.G. Springsteen (1966)
- Carovana di fuoco (The War Wagon), regia di Burt Kennedy (1967)
- Lo sbarco di Anzio, regia di Edward Dmytryk e Duilio Coletti (1968)
- Il dito più veloce del West (Support Your Local Sheriff!), regia di Burt Kennedy (1969)
- La ballata di Cable Hogue (The Ballad of Cable Hogue), regia di Sam Peckinpah (1970)
- Uomini e cobra (There Was a Crooked Man), regia di Joseph L. Mankiewicz (1970)
- L'infallibile pistolero strabico (Support Your Local Gunfighter), regia di Burt Kennedy (1971)
- Un duro per la legge (Walking Tall), regia di Phil Karlson (1973)
- Camper John, regia di Sean MacGregor (1973)
- Pat Garrett & Billy the Kid, regia di Sam Peckinpah (1973)
- La condanna del West (A Knife for the Ladies), regia di Larry G. Spangler (1974)
- Peopletoys, regia di Larry G. Spangler (1974)
- La più bella avventura di Lassie (The Magic of Lassie), regia di Don Chaffey (1978)
- Split, regia di Chris Shaw (1989)

### Televisione
- Il cavaliere solitario (The Lone Ranger) – serie TV, 3 episodi (1950-1951)
- The Ford Television Theatre – serie TV, 1 episodio (1954)
- Scienza e fantasia (Science Fiction Theatre) – serie TV, episodio 1x05 (1955)
- Damon Runyon Theater – serie TV, episodio 1x12 (1955)
- Schlitz Playhouse of Stars – serie TV, 1 episodio (1955)
- Frida (My Friend Flicka) – serie TV, 39 episodi (1955-1956)
- Wire Service – serie TV, episodio 1x11 (1956)
- Playhouse 90 – serie TV, 1 episodio (1956)
- The Restless Gun – serie TV, episodio 1x16 (1958)
- I racconti del West (Zane Grey Theater) – serie TV, 1 episodio (1958)
- Yancy Derringer – serie TV, episodio 1x08 (1958)
- Westinghouse Desilu Playhouse – serie TV, episodio 1x11 (1959)
- Johnny Ringo – serie TV, 1 episodio (1960)
- Disneyland – serie TV, 2 episodi (1960)
- Wichita Town – serie TV, episodio 1x21 (1960)
- Avventure lungo il fiume (Riverboat) – serie TV, 1 episodio (1960)
- Outlaws – serie TV, episodio 1x10 (1960)
- Gunslinger – serie TV, episodio 1x06 (1961)
- Route 66 – serie TV, 2 episodi (1961)
- Follow the Sun – serie TV, episodio 1x19 (1962)
- Alfred Hitchcock presenta (Alfred Hitchcock Presents) – serie TV episodio 7x28 (1962)
- Corruptors (Target: The Corruptors) – serie TV, episodio 1x30 (1962)
- L'ora di Hitchcock (The Alfred Hitchcock Hour) – serie TV, episodio 1x01 (1962)
- G.E. True – serie TV, episodi 1x21 (1963)
- La legge del Far West (Temple Houston) – serie TV, episodio 1x02 (1963)
- Alcoa Premiere – serie TV, 1 episodio (1963)
- La grande avventura (The Great Adventure) – serie TV, episodio 1x01 (1963)
- Indirizzo permanente (77 Sunset Strip) – serie TV, episodio 6x06 (1963)
- Death Valley Days – serie TV, 1 episodio (1964)
- Carovane verso il West (Wagon Train) – serie TV, 2 episodi (1958-1964)
- Gli uomini della prateria (Rawhide) – serie TV, 6 episodi (1959-1965)
- Slattery's People – serie TV, 1 episodio (1965)
- Branded – serie TV, episodio 1x05 (1965)
- La leggenda di Jesse James (The Legend of Jesse James) – serie TV, 1 episodio (1965)
- I giorni di Bryan (Run for Your Life) – serie TV, episodio 1x08 (1965)
- Perry Mason – serie TV, 1 episodio (1966)
- Iron Horse – serie TV, episodio 1x05 (1966)
- Tarzan – serie TV, episodi 1x18-1x20 (1967)
- Cimarron Strip – serie TV, episodio 1x06 (1967)
- Custer – serie TV, 1 episodio (1967)
- Daniel Boone – serie TV, 2 episodi (1965-1969)
- In nome della giustizia (The Bold Ones: The Protectors) – serie TV, 1 episodio (1969)
- Arrivano le spose (Here Comes the Brides) – serie TV, 1 episodio (1970)
- Reporter alla ribalta (The Name of the Game) – serie TV, 2 episodi (1969-1970)
- Dove vai Bronson? (Then Came Bronson) – serie TV, 1 episodio (1970)
- Il virginiano (The Virginian) – serie TV, 3 episodi (1962-1970)
- Bonanza – serie TV, 3 episodi (1960-1970)
- La famiglia Smith (The Smith Family) – serie TV, 1 episodio (1971)
- Un vero sceriffo (Nichols) – serie TV, 1 episodio (1971)
- Longstreet – serie TV, 1 episodio (1971)
- Mannix – serie TV, 1 episodio (1971)
- Due onesti fuorilegge (Alias Smith and Jones) – serie TV, 1 episodio (1972)
- Sesto senso (The Sixth Sense) – serie TV, 1 episodio (1972)
- Ironside – serie TV, 2 episodi (1967-1973)
- Dirty Sally – serie TV, 1 episodio (1974)
- Gunsmoke – serie TV, 10 episodi (1963-1974)
- Petrocelli – serie TV, 1 episodio (1975)
- Matt Helm – serie TV, 2 episodi (1975)
- I piloti di Spencer (Spencer's Pilots) – serie TV, 6 episodi (1976)
- Nel tunnel dei misteri con Nancy Drew e gli Hardy Boys (The Hardy Boys/Nancy Drew Mysteries) – serie TV, 1 episodio (1978)
- The Eddie Capra Mysteries – serie TV, 1 episodio (1978)
- L'incredibile Hulk (The Incredible Hulk) – serie TV, episodio 2x05 (1978)
- Dallas – serie TV, 1 episodio (1979)
- Fantasilandia (Fantasy Island) – serie TV, 1 episodio (1979)
- Nashville Detective – serie TV, 1 episodio (1979)
- Charlie's Angels – serie TV, episodio 4x13 (1979)
- Boomer cane intelligente (Here's Boomer) – serie TV, 1 episodio (1980)
- Vega$ – serie TV, 1 episodio (1981)
- Cuore e batticuore (Hart to Hart) – serie TV, 1 episodio (1981)
- M*A*S*H – serie TV, 1 episodio (1982)
- A-Team (The A-Team) – serie TV, 1 episodio (1985)
- La signora in giallo (Murder, She Wrote) – serie TV, episodi 1x07-2x13 (1984-1986)
- Simon & Simon – serie TV, 3 episodi (1983-1987)
- Top Secret (Scarecrow and Mrs. King) – serie TV, 1 episodio (1987)

## Doppiatori italiani
Nelle versioni in italiano dei suoi film, Gene Evans è stato doppiato da:
- Luigi Pavese in Quando l'amore è romanzo, Il marmittone, Il boia, Operazione sottoveste
- Nino Pavese in L'asso nella manica, Gli ammutinati dell'Atlantico, Aquile tonanti, La spada di Damasco, Operazione mistero
- Bruno Persa in Inferno nel penitenziario, Testamento di sangue
- Mario Besesti in Corea in fiamme
- Vinicio Sofia in L'assalto al treno postale
- Mario Pisu in Stringimi forte tra le tue braccia
- Giampiero Albertini in Nevada Smith
- Gino Baghetti in Carovana di fuoco